# Pringles TV
Pringles TV fue un canal de televisión abierta argentino, el cual emitió desde la ciudad de Coronel Pringles, en la provincia de Buenos Aires. Fue lanzado el 15 de julio de 2010 en el canal 6 de la banda VHF por Pablo Moreno. En amplias zonas relativamente cercanas a su planta de transmisión era posible captar su señal. Su centro emisor se encontraba en la localidad de Coronel Pringles, en el centro de la ciudad. Su inauguración oficial se transmitió en vivo desde los estudios que se encontraban ubicados en Galería Pucará de esta ciudad.
En febrero de 2017 el canal fue adquirido por el propietario de Pringles FM, José María Martel. Se sostuvo hasta el año 2023 donde dejó de transmitir a mitad de ese mismo año.

## Eslóganes
- 2010-2016: Otra forma de ver televisión.

## Locutores
José María Martel